# حسين علي محمد
حسين علي محمد (1369- 1431 هـ/ 1950- 2010 م) هو أديب وناقد مصري كبير، وباحث كاتب. عمل أستاذًا في الأدب الحديث وأستاذ الدراسات العليا بجامعة الإمام محمد بن سعود الإسلامية. له العديد من المؤلفات في الشعر وأدب الأطفال إضافة إلى الكثير من الدراسات النقدية.

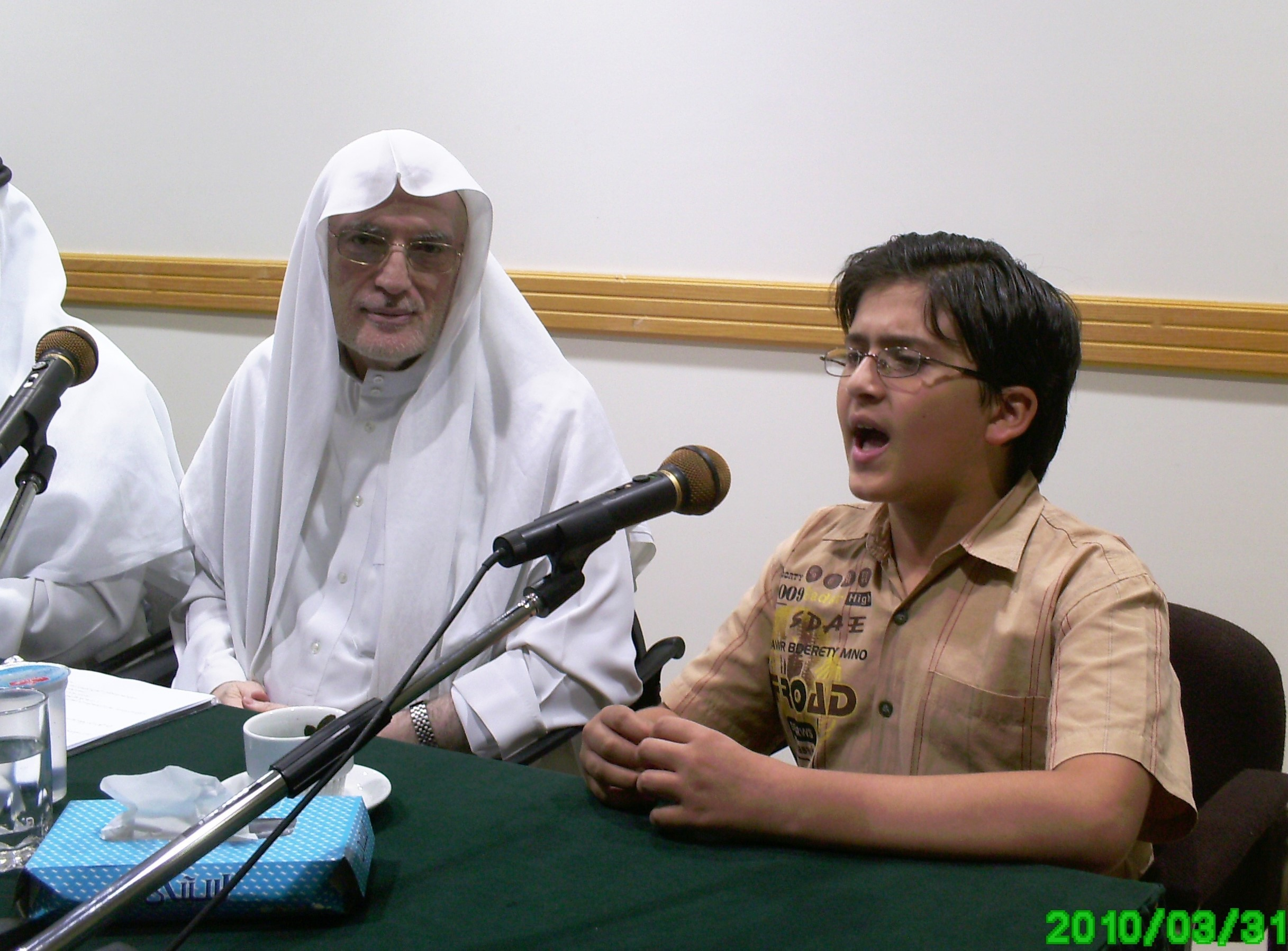
الناقد الدكتور حسين علي محمد يستمع لمشاركة الطفل أحمد ذو الغنى في ملتقى الإبداع برابطة الأدب الإسلامي العالمية في الرياض

## حياته
ولد حسين علي محمد في قرية العصايد، مركز ديرب نجم، محافظة الشرقية، في رجب 1369هـ الموافق مايو 1950م. كان والده تاجراً يقرأ بصعوبة، ولم يكن في بيته كتاب غير القرآن، وبعض الملاحم الشعبية مثل «سيرة عنترة». التحق بمدرسة في مدينة تُباع فيها الجرائد والكتب، وحفظ القرآن وهو صغير. أخذ في تكوين مكتبته شيئا فشيئا، وبدأ يرسل للمجلات التي فيها أبواب للقرّاء أشعاره.
تزوج حسين علي محمد، وله أربعة أبناء وبنتان. حصل على الإجازة في اللغة العربية وآدابها من كلية الآداب بجامعة القاهرة عام 1972م، ثم حصل على الماجستير من كلية دار العلوم- جامعة القاهرة عام 1986م عن رسالته «عدنان مردم بك شاعراً مسرحيا». أتبع ذلك بحصوله على الدكتوراه عام 1990م من كلية الآداب بجامعة الزقازيق.
عمل حسين علي محمد في الفترة ما بين 1972- 1990م في وزارة التربية والتعليم بمصر كمدرس لمرحلة التعليم الإعدادي فالثانوي، ثم نُقل للعمل بوزارة التعليم اليمنية في الفترة ما بين 1985 - 1989م. عمل منذ عام 1991م أستاذا مساعداً في قسم الأدب بكلية اللغة العربية في جامعة الإمام محمد بن سعود الإسلامية. ثم:
- رقي إلى درجة أستاذ مشارك في عام 1997م.
- رقي إلى درجة أستاذ في عام 2004م.
- أشرف على ست عشرة رسالة للماجستير والدكتوراه، كما شارك في مناقشة سبع عشرة رسالة في جامعة الإمام محمد بن سعود الإسلامية، والرئاسة العامة لتعليم البنات، وجامعة أم القرى.
أسس حسين علي محمد سلسلة «كتابات الغد» مع الفنان التشكيلي يوسف غراب عام 1976م. وأشرف في عامي 1979 و1980م على «دار آتون للطبع والنشر»، وأسس سلسلة «كتاب آتون». بالإضافة إلى ذلك، أسس عام 1980م سلسلة كتب أدبية غير دورية بعنوان «أصوات معاصرة»، والتي أصدرت أكثر من تسعين كتابا. ساهم حسين علي محمد أيضًا في تأسيس جمعية الإبداع الأدبي والفني بالزقازيق التي أصدرت مجلة «القافلة الجديدة»، وعمل مديرًا عامًا لها لسنتين. عمل كذلك مراسلاً لمجلة «المنتدى» الإماراتية من يناير 1994م إلى ديسمبر 2000م.
كان عضوًا بعدد من المنظمات ومنها اتحاد الكتاب بمصر، رابطة الأدب الإسلامي العالمية بالهند، رابطة الأدب الحديث، مكتب البلاد العربية برابطة الأدب الإسلامي العالمية بالرياض (بين عامي 1993- 1997م)، بالإضافة إلى هيئة تحرير مجلة «الأدب الإسلامي» (من 1993م حتى وفاته).

## مؤلفاته

### شعر
- 1- حوار الأبعاد، ط1، القاهرة 1977م، طبعة ثانية- حلب 1979م.
- 2- السقوط في الليل، القاهرة- دمشق 1977م، طبعة ثانية، الإسكندرية 1999م.[8]
- 3- ثلاثة وجوه على حوائط المدينة، القاهرة 1979م، طبعة ثانية، الإسكندرية 1999م.
- 4- شجرة الحلم، القاهرة 1980م.[9]
- 5- أوراق من عام الرمادة، الزقازيق 1980م.[7]
- 6- الحلم والأسوار، القاهرة 1984م. طبعة ثانية، الزقازيق 1996م.[10]
- 7- الرحيل على جواد النار، القاهرة 1985م. طبعة ثانية، الزقازيق 1996م.[11]
- 8- حدائق الصوت، الزقازيق 1993م.[12]
- 9- غناء الأشياء، الزقازيق 1997م، طبعة ثانية- القاهرة 2002م.[13]
- 10- النائي ينفجر بوحاً، الإسكندرية 2000م.[14]

### مسرحيات شعرية
- 11- الرجل الذي قال، الزقازيق 1983م.[15]
- 12- الباحث عن النور، القاهرة 1985م، طبعة ثانية- الزقازيق 1996م.
- 13- الفتى مهران 99 أو رجل في المدينة، الإسكندرية 1999م.[16]
- 14- بيت الأشباح، الإسكندرية 1999م.[17]
- 15- سهرة مع عنترة، المنصورة 2001م.[18]
- 16- الزلزال، المنصورة 2001م

### شعر قصصي للأطفال
- 17- الأميرة والثعبان، القاهرة 1977م.
- 18- مذكرات فيل مغرور، عمَّان 1993م.[19]

### قصص قصيرة
- 19- أحلام البنت الحلوة، الإسكندرية 1999م، طبعة ثانية- المنصورة 2001م.

### دراسات أدبية
- 20- عوض قشطة: حياته وشعره، المنصورة 1976م.
- 21- القرآن.. ونظرية الفن، القاهرة 1979م. طبعة ثانية، القاهرة 1992م.[20]
- 22- دراسات معاصرة في المسرح الشعري، القاهرة 1980م، طبعة ثانية، المنصورة 2002م.[21]
- 23- البطل في المسرح الشعري المعاصر، القاهرة 1991م، طبعة ثانية- الزقازيق 1996م، طبعة ثالثة- الإسكندرية 2000م.[22]
- 24- شعر محمد العلائي: جمعا ودراسة، الزقازيق 1993م، طبعة ثانية- الزقازيق 1997م.[23]
- 25- جماليات القصة القصيرة، القاهرة 1996م.[24]
- 26- التحرير الأدبي، الرياض 1996م، طبعة ثانية- الرياض 2000م، طبعة ثالثة- الرياض 2001م.[25]
- 27- سفير الأدباء: وديع فلسطين، القاهرة 1998م، طبعة ثانية- القاهرة 1999م، طبعة ثالثة- الإسكندرية 2000م.[26]
- 28- المسرح الشعري عند عدنان مردم بك، القاهرة 1998م.[27]
- 29- كتب وقضايا في الأدب الإسلامي، الإسكندرية 1999م.[28]
- 30- صورة البطل المطارد في روايات محمد جبريل، الإسكندرية 1999م.[29]
- 31- من وحي المساء (مقالات ومحاورات)، الإسكندرية 1999م.[30]
- 32- الأدب العربي الحديث: الرؤية والتشكيل، الإسكندرية 1999م، طبعة ثانية- الإسكندرية 2000م، طبعة ثالثة- الإسكندرية 2001م، طبعة رابعة- الرياض 2002م.[31]
- 33- دراسات نقدية في أدبنا المعاصر، الإسكندرية 2000م.[32]
- 34- مراجعات في الأدب السعودي، الإسكندرية 2000م.[33]
- 35- شعر بدر بدير: دراسة موضوعية وفنية، الإسكندرية 2000م.[34]
- 36- تجربة القصة القصيرة في أدب محمد جبريل، المنصورة 2001م.[35]
- 37- في الأدب المصري المُعاصر، القاهرة 2001م.[36]
- 38- أصوات مصرية في الشعر والقصة القصيرة، المنصورة 2002م.[37]
- 39- خليل جرجس خليل شاعراً، القاهرة 1978م.[38]
- 40- محمد جبريل وعالمه القصصي، الزقازيق 1982م، (تحرير).
- 41- قراءات في أدب محمد جبريل، الزقازيق 1984م، (تحرير).
- 42- زكي مبارك، القاهرة 1991م.
- 43- دراسات في النص الأدبي العصر الحديث، طبعة رابعة، الإسكندرية 1998م، طبعة خامسة، الإسكندرية 2001م.[39]
- 44- فن المقالة، طبعة رابعة، الزقازيق 2000م، طبعة خامسة، القاهرة 2001م.[40]
- 45- إبراهيم سعفان مبدعاً وناقداً، الإسكندرية 2000م (تحرير).[41]
- 46- حسني سيد لبيب: سيرة وتحية، المنصورة 2001م (تحرير).
- 47- الرؤية الإبداعية في شعر عبد المنعم عوّاد يوسف، المنصورة 2002م.[42]
- 48- شاعرية علي الجارم، مجلة كلية اللغة العربية بالزقازيق، 1994م.
- 49- جوانب مضيئة من الأدب الإسلامي في العصر الحديث، مجلة جامعة الإمام محمد بن سعود الإسلامية (العدد 15)، شعبان 1416هـ.[43]
- 50- الاتجاه الإسلامي في شعر محمد مصطفى الماحي، مجلة جامعة الإمام محمد بن سعود الإسلامية (العدد 18)، ذو القعدة 1417هـ.[44]
- 51- الاتجاه الوجداني قي شعر بدر بدير، مجلة كلية اللغة العربية بالمنصورة (العدد 19)، لعام 1420هـ- 2000م.
- 52- الشعر في المسرح النثري (1875- 1932م)، مجلة كلية اللغة العربية بالمنصورة (العدد 20)، لعام 1422هـ- 2001م.
- 53- تجربة القصة القصيرة في أدب محمد جبريل: دراسة أدبية تحليلية، مجلة كلية اللغة العربية بالمنصورة (العدد20)، لعام 1422هـ- 2001م.
- 54- رواية «ملكة العنب» لنجيب الكيلاني: دراسة أدبية تحليلية، مجلة كلية اللغة العربية بالزقازيق (العدد21)، لعام 1421هـ- 2001م.
- 55- مجموعة «عسل الشمس» لفؤاد قنديل: دراسة موضوعية وفنية، مجلة «عالم الكتب»، مج23، ع1- 2، رجب، وشعبان، ورمضان وشوال 1422هـ.[45]
- 56- الحوار في مسرحية «السلطان الحائر» لتوفيق الحكيم: دراسة فنية تحليية، مجلة «عالم الكتب»، مج23، ع3- 4، ذو القعدة، وذو الحجة 1422هـ، والمحرم ، وصفر 1423هـ.[46]
- 57- الحدث في الرواية السياسية (دراسة أدبية تحليلية لرواية «الأسرى يُقيمون المتاريس» لفؤاد حجازي)، مجلة كلية اللغة العربية بالمنصورة (العدد22)، لعام 1424هـ- 2001م.

## أدب الأطفال
1- أصدر عام 1977م قصة شعرية للأطفال بعنوان «الأميرة والثعبان».
2- نشر في ديوان «الحلم والأسوار» (المجلس الأعلى للثقافة، 1984م) ثلاث قصص شعرية للأطفال.
• تناول الدكتور أحمد زلط هذه القصص في رسالته للدكتوراه «شعر الطفولة في الأدب المصري الحديث» (كلية الآداب، بنها- جامعة الزقازيق، 1990م).
• كما تناولها الشاعر أحمد سويلم في كتابه أطفالنا في عيون الشعراء" (الصادر في سلسلة "اقرأ" عن دار المعارف بمصر).
3- صدر له عام 1985م عن الهيئة المصرية العامة للكتاب ديوان «الرحيل على جواد النار»، وفيه مسرحية شعرية للفتيان بعنوان «الباحث عن النور: أبو ذر الغفاري» (ص ص 70- 75)، وقد أُعيدت طباعة الديوان عام 1996م.
4- صدرت له عام 1993م مجموعة شعرية للأطفال بعنوان: «مذكرات فيل مغرور» عن رابطة الأدب الإسلامي العالمية بمشاركة دار البشير- عمَّان، الأردن. وقد كُتبت عنها دراستان: الأولى بقلم الدكتور أحمد زلط في كتابه «في جماليات النص» (الشركة العربية للنشر والتوزيع، القاهرة ط1، 1996م). والثانية بقلم الشاعر أحمد فضل شبلول في كتابه «جماليات النص الشعري للأطفال» (الشركة العربية للنشر والتوزيع، القاهرة، ط1، 1996م).
وقد درّس الدكتور أحمد زلط بعض نصوصها في مادة «أدب الأطفال» في كلية التربية النوعية ببور سعيد، وفي كليات المعلمين بالمملكة العربية السعودية.

## الجوائز
- كرّمته وزارة الثقافة المصرية في مهرجان محافظة الشرقية الأدبي، أبريل 2002م.
- فازت قصيدته «حكايتي والحب» بالجائزة الثانية في مسابقة جامعة القاهرة للإبداع الأدبي، أكتوبر 1969م، وفازت قصته القصيرة «ثرثرة في المدرج» بالجائزة الثالثة في نفس المسابقة.[3]
- فاز بالجائزة الأولى في المسابقة التي نظمتها دار البحوث العلمية بالكويت سنة 1976م عن بحثه: «نظرة إيمانية للصراع الدرامي والشخصية في الأدب المسرحي».[1]
- فازت مسرحيته «الرجل الذي قال» بالجائزة الأولى في مسابقة وزارة الشباب سنة 1977م، وفازت قصته القصيرة «ثرثرة في المدرج» بالجائزة الثالثة أيضًا.[3]
- فاز بالجائزة الثالثة في مسابقة يوم الأرض التي نظمها المجلس الأعلى للثقافة سنة 1977م عن بحثه «شعر المقاومة والنضال في الأدب الفلسطيني الحديث».[1]
- فازت قصيدته «ترنيمة إلى سيناء» بالجائزة الثالثة في مسابقة المجلس الأعلى للثقافة للإبداع الشعري سنة 1982م.[3]
- ترشح عام 1997م لجائزة أبها في النقد الأدبي عن كتابه «جماليّات القصة القصيرة».[5]
- ترشح عام 2001م لجائزة جامعة الملك عبد العزيز عن مسرحيته الشعرية «الفتى مهران 99».[5]
- ترشح عام 2004م لجائزة الملك عبد الله الثاني عن مجمل أعماله الشعرية.[5]

## كتب عنه
- «نظرات نقدية في ثلاث مسرحيات شعرية لحسين علي محمد» للدكتور أحمد زلط، دار هبة النيل، القاهرة 2001م.[5]
- «حسين علي محمد: ملف إبداعي ونقدي»، لمجموعة مؤلفين، كتاب «أصوات معاصرة»، الزقازيق 1994م.[5]
- «المشهد الشعري في رباعيات حسين علي محمد: دراسة نقدية»، د. علي عبد الوهاب مطاوع، الراعي للطباعة والنشر، الزقازيق 2005م.[5]
- «مسافر ليل: دراسة في فن القصة القصيرة عند د. حسين علي محمد» لثروت مكايد عبد الموجود، المنصورة 2006م.[5]
- كتبت عنه فصول في كتب للدكاترة: حلمي محمد القاعود «الورد والهالوك»، وصابر عبد الدايم «مقالات وبحوث في الأدب المُعاصر» و«التجربة الإبداعية في ضوء النقد الحديث» و«شعراء وتجارب»، وأحمد زلط في «دراسات نقدية» و«ذاكرة السحر»، ومحمد عبد الواحد حجازي «ظاهرة الغموض في الشعر العربي الحديث»، ومحمد بن سعد بن حسين «قضايا في الأدب الإسلامي».[47]
- كُتبت عن شعر حسين علي محمد دراسات بأقلام الأساتذة والدكاترة:[6] إبراهيم سعفان، وأحمد دوغان، وأحمد زرزور، وأحمد زكي عبد الحليم، وأحمد زلط، وأحمد سويلم، وأحمد فرَّاج، وأحمد فضل شبلول، وأحمد فنديس، وأحمد محمود مبارك، وإسماعيل عامود، وبدر بدير، وبدر الدين شمُّو، وبهي الدين عوض، وجمال سعد محمد، وحامد أبو أحمد، وحسن البنا عز الدين، وحسني سيد لبيب، وحلمي محمد القاعود، وحمد بن ناصر الدخيِّل، وخالد بن محمد الجديع، وخليل أبو ذياب، وخليل جرجس خليل، ورزق هيبة، ورعد عبد القادر، والسعيد الورقي، وسمير الفيل، وشفيق أحمد علي، وصابر عبد الدايم، وطه وادي، وعامر محمد بحيري، وعبد الجواد المحص، وعبد الرحمن شلش، وعبد الرزاق الهلالي، وعبد الستار خليف، وعبد العزيز الدسوقي، وعبد العزيز الزير، وعبد الكريم دندي، وعبد الكريم رجب، وعبد الله الحيدري، وعبد الله مهدي، وعبُّود كنجو، وعدنان مردم بك، وعزت جاد، وعزت الطيري، وعلي عبد العظيم، وعلي عشري زايد، وعلي عبد الوهاب مطاوع، وعنتر مخيمر، وفاروق أباظة، وفرج مجاهد عبد الوهاب، وفكري داود، ولبابة أبو صالح، وماهر قنديل، ومجدي محمود جعفر، ومحمد إبراهيم أبو سنة، ومحمد جبريل، ومحمد حماسة عبد اللطيف، ومحمد خير البقاعي، ومحمد زيدان، ومحمد زين جابر، ومحمد سعد بيومي، ومحمد بن سعد بن حسين، ومحمد سليم الدسوقي، ومحمد صالح الشنطي، ومحمد عبد الحليم غنيم، ومحمد عبد الله الهادي، ومحمد عبد الواحد حجازي، ومحمد العدناني، ومحمد علي داود، ومحمد بن علي الهرفي، ومحمد منوّر، ومحمد يحيى، ومحمود الديداموني، ومسعد بن عيد العطوي، ومصطفى نجا، ومصطفى النجار، وملك عبد العزيز.[47]

## وفاته
توفي حسين علي محمد في الرياض يوم الأربعاء 9 شعبان 1431هـ، الموافق 21 يوليو 2010، بعد إصابته بجُلطة دماغية، ودُفن فيها.